# Rhododendron ambiguum
Rhododendron ambiguum là một loài thực vật có hoa trong họ Thạch nam. Loài này được Hemsl. miêu tả khoa học đầu tiên năm 1911.

## Hình ảnh

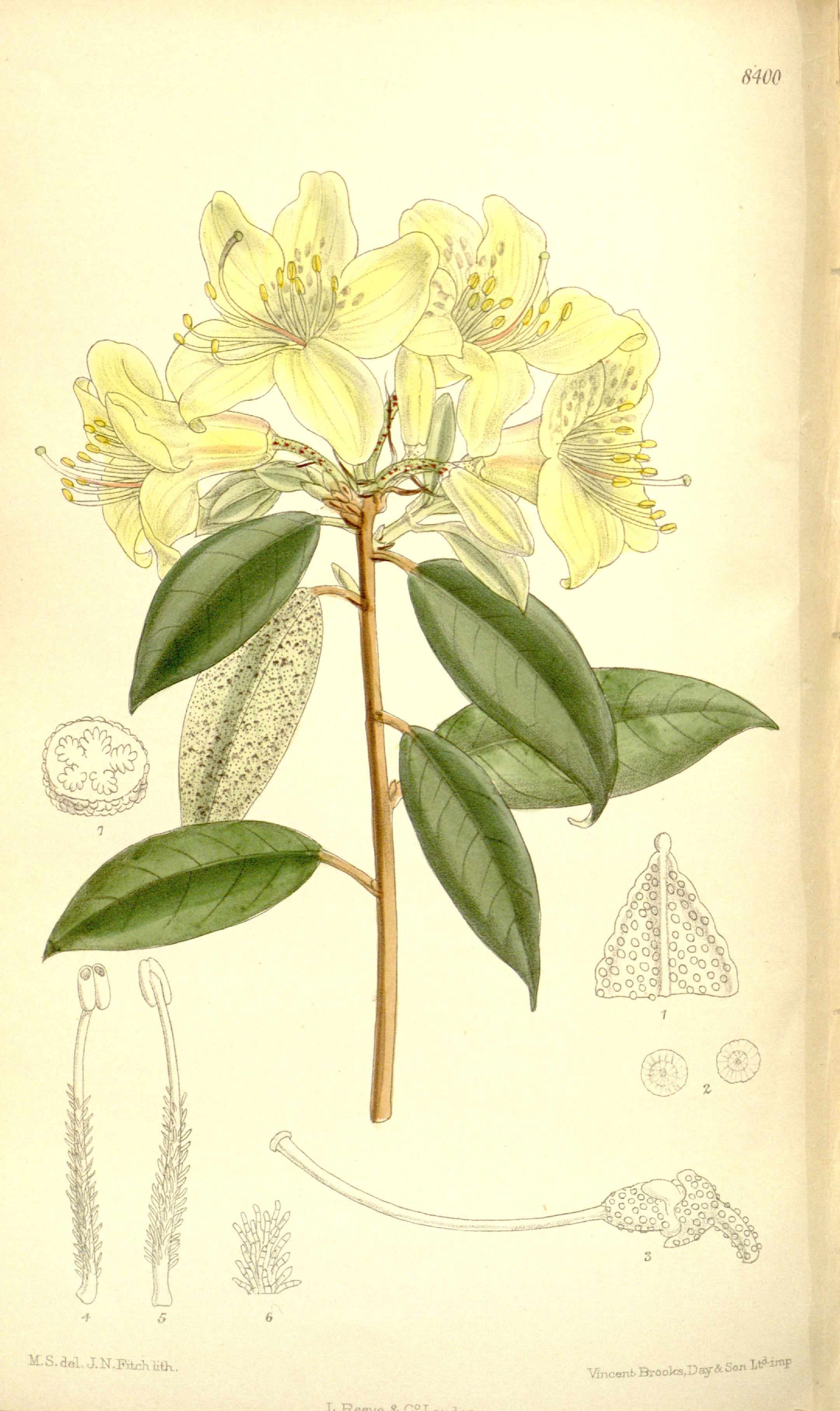